# 宋企郊
宋企郊（？—？），陕西乾州（今乾縣）人。明末政治人物，后降李自成，任吏政府尚書。

## 生平
宋企郊于襁褓中即丧父，由母王氏抚养成人。天啓七年（1627年）中丁卯科陕西鄉試举人，崇祯元年（1628年）成进士，授扬州府推官。官至吏部员外郎。崇祯八年（1635年），丁忧归里。同年十月，李自成围乾州，扬言“但得宋某一人，免屠城”。城中老幼齐跪宋府门前乞求。宋企郊几番踌躇，最终投降，乾城亦免屠城。
崇祯十七年（1644年），李自成在西安称王、建国号大顺，以牛金星为天佑殿大学士，设六政府尚书，宋企郊为吏政府尚书。宋企郊跟随自成，出谋划策，李自成攻占北京，宋企郊乘马跟从，颇受倚重，遴选明朝遗臣，分为三等任用。吴三桂引清军入关后，李自成战败西撤，宋企郊随行。永昌二年（1645年），李自成由陕西撤向湖广时，宋企郊离伍脱逃，不知所终。
崇祯十七年（1644年）十二月，南京弘光朝廷刑部尚书解學龍奉旨为投降李自成诸臣定罪，分为六等。宋企郊为十一名“一等應磔者”之一。